# Münchner Tor

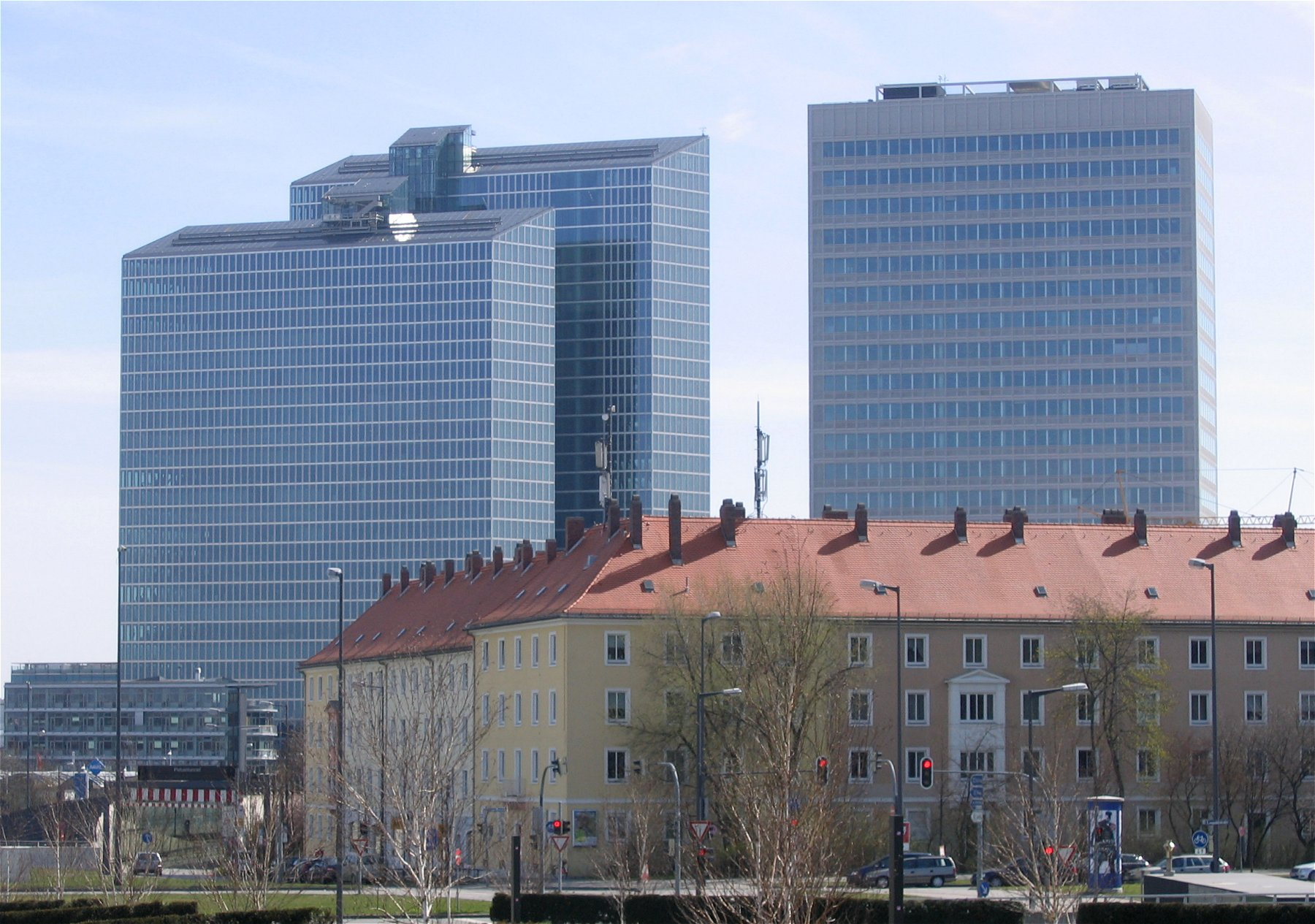
Highlight Towers (links) und Büroturm Münchner Tor (rechts) vom Petuelpark aus gesehen

Das Münchner Tor ist ein 88 Meter hohes Bürohochhaus der Münchener Rück in der Parkstadt Schwabing.

## Beschreibung
Die Entwicklung des Projekts wurde von der Tochterfirma MEAG Munich Ergo Assetmanagement GmbH (damals unter dem Namen: MEAG Real Estate Management GmbH) durchgeführt. Im Juli 2003 wurde das Gebäude nach rund zweijähriger Bauzeit eingeweiht. Das Münchner Tor wurde nach den Plänen des Architekturbüros Allmann Sattler Wappner (ASW) gebaut. Es besteht aus einem Flachbau und einem daran angeschlossenen Büroturm. Letzterer hat zwei Untergeschosse, ein Erd- sowie ein Galeriegeschoss und einundzwanzig Obergeschosse und erreicht eine Höhe von 85 m (88 m mit Aufbauten). Der Flachbau besitzt ebenfalls zwei Untergeschosse und sechs Obergeschosse (mit Dachaufbauten). Insgesamt arbeiten in beiden Gebäuden rund 1200 Mitarbeiter.
Der Name Münchner Tor wurde gewählt, da das Gebäude mit den gegenüberliegenden Highlight Towers ein Tor für den Mittleren Ring bildet, der zwischen den Hochhäusern verläuft.
Nach der Fertigstellung wurde das Bürogebäude von mehreren Abteilungen der Münchener Rück belegt. Ab 2018 befinden sich im Gebäude die Büros der Tochtergesellschaft MEAG, die ursprünglich auch für die Entwicklung des Projektes verantwortlich war.